# Die Frau des Piloten
Die Frau des Piloten ist der unter dem Originaltitel The Pilot’s Wife im Mai 1998 in den Vereinigten Staaten bei Little, Brown & Company erschienene siebte Roman von Anita Shreve. Die Hauptkomponente des Romans ist die Enthüllung eines Doppellebens. Im Piper Verlag lag die von Christine Frick-Gerke angefertigte deutsche Übersetzung schon kurz nach der Originalausgabe vor.

## Inhalt

### Teil eins
Kathryn Lyons, Lehrerin für Musik und Geschichte, wird eines Morgens in ihrem Strandhaus in Ely, New Hampshire, von Robert Hart, einem Mitarbeiter der Pilotengewerkschaft, mitgeteilt, dass ihr Ehemann Jack, Pilot der britisch-amerikanischen Fluggesellschaft Vision Airlines, bei einem Absturz über dem Atlantik vor der irischen Küste ums Leben gekommen ist. Kathryn bringt ihre Tochter Mattie zu ihrer Großmutter und verschweigt ihr das Gerücht, die Explosion habe einen selbstmörderischen Hintergrund gehabt. Während die Presse das Strandhaus, in das Robert Hart Kathryn zurückgefahren hat, belagert, befragen sie im Haus verschiedene Leute, darunter Ermittler von der Sicherheitsbehörde. Hatte Kathryn am Morgen noch einen unverständlichen, aber nicht beunruhigenden Zettelsalat in Jacks Jeans gefunden, so lüftet der Hauptermittler nun ein sie verblüffendes Geheimnis Jacks. Mattie hat inzwischen aus ihrem Freundeskreis die vermeintliche Absturzursache zugetragen bekommen.

### Teil zwei
Neuengland
Elf Tage später besucht Robert Hart Kathryn privat. Er gibt das Ermittlungsergebnis, dass Jack in der letzten Nacht nicht in der Wohnung der Flugbesatzung genächtigt hat, an sie weiter. Er umreißt auch das Gespräch, das der Flugschreiber aufgezeichnet hat, aus dem hervorgeht, dass Jack etwas in seinem Pilotenkoffer hatte, das Ingenieur Sullivan empörte. Kathryn nutzt Roberts Befugnisse, um an eine Liste aller Kollegen zu kommen, mit denen Jack bisher geflogen ist. Der Name Muire Boland lässt sie aufhorchen: Notizen, die Jack auf verschiedenen Papieren gemacht hat, beinhalten ein „M“ oder den Namen „Muire“. Ein Abtelefonieren aller M. Bolands in London erbringt als vielversprechendste Spur eine Frau, die wiederholt schnell auflegt. Kathryn beschließt nach London zu fliegen. Robert begleitet sie.
England
Die ehemalige Stewardess Muire Boland lässt Kathryn in ihr Reihenhaus eintreten. Dort kann sich Kathryn umschauen und Verschiedenes entdecken, das auf Jack hinweist, allem voran die beiden Kinder, von denen der fünf Monate alte Knabe unverkennbare Züge des Vaters aufweist. Muire offenbart Kathryn, dass sie Jack geheiratet hatte, obwohl sie von Kathryn und Mattie wusste.
Kathryn braucht Robert, um sich auszusprechen, dabei nähern sie sich behutsam an. Beim Frühstück am nächsten Morgen tritt eine aufgelöste Muire an ihren Tisch. Hastig beichtet sie, dass sie in ihrer Zeit bei Vision Airlines Geld von Amerika nach England geschmuggelt habe. Nach ihrer Kündigung seien die der IRA zuzurechnenden Drahtzieher auf den bis dahin ahnungslosen Jack zugegangen, der daraufhin für sie einsprang. Die Bombe, die das Flugzeug zerfetzt hat, wurde allerdings von Jack unwissentlich transportiert. Robert muss eingestehen, dass er von den Verbindungen gewusst hat und gegen Jack ein Verdacht bestand.
Irland
Kathrin fährt mit einem Mietwagen allein in die absturznahe irische Küstenregion, lässt sich von einem Fischer an die Cockpit-Bergungsstelle schippern und wirft ihren Ehering ins Meer.

### Teil drei
Monate (und öffentliche Anfeindungen) danach beschäftigt Kathryn der Nordirlandkonflikt, doch weiß sie nur zu gut, dass sie eigentlich nichts damit zu tun hat. Mattie hat sie nicht mehr erzählt, als ohnehin bekannt geworden war, und zwar, dass Jack ungewollt die Bombe an Bord gebracht hatte. Robert schaut vorbei; ihr Verhältnis zueinander ist entspannt.

## Hintergrund
Zwei Inspirationsquellen sollen laut Shreve dem Buch zugrunde liegen. Die eine ist ein mit weißen Schindeln verkleidetes Haus an der Küste von Maine, nahe der eigenen Unterkunft in ihren Sommerferien. Sie gab an, dass ihr das Haus, das früher einmal ein Kloster war, nicht gehöre und sie es auch noch nie von innen gesehen habe, aber sie habe ein Foto von ihm gemacht, es über ihren Schreibtisch gehängt und sich die darin wohnenden Menschen mit ihren Lebensgeschichten vorgestellt. The Pilot’s Wife ist eines von drei Büchern, in denen das Haus Schauplatz ist. Den anderen Impuls bekam Shreve durch das Mitanhören eines Partygesprächs über einen Flugzeugabsturz. Dass ihr Vater Pilot war, soll dabei keine Rolle gespielt haben; von Vorteil war dies allemal. Unklar ist, ob es in dem Partygespräch um denselben Absturz ging, den sie im Buch anreißt: „Ein Flugzeug der Royal Air Maroc stürzte im August 1994 bei Agadir ab. Die marokkanische Regierung erklärte nach der Auswertung des CVR-Tonbands, der Kapitän habe Selbstmord begangen. Der Mann hatte offenbar den Autopiloten außer Kraft gesetzt und das Flugzeug Richtung Boden gesteuert.“

## Rezeption
Im März 1999 präsentierte Oprah Winfrey in ihrer US-amerikanischen Talkshow Shreves The Pilot’s Wife als „Buch des Monats“ und löste damit eine immense Nachfrage aus. Mehr als drei Millionen Exemplare sollen in den USA verkauft worden sein. Auch im deutschsprachigen Raum verkaufte es sich gut – der Piper Verlag versah die Taschenbuchausgabe mit dem Aufkleber „Bestseller“ und für den Spiegel war dies auch keine Frage.
Das Buch weist kaum Action auf, es setzt vielmehr auf Beschreibungen spekulativer Gedankengänge und seelischer Befindlichkeiten. Die Autorin erforschte – ist im Guardian zu lesen – stets geschickt die Feinheiten und Nuancen der Beziehungen zwischen Männern und Frauen, wobei sie oft von den Auswirkungen eines einzigen, dramatischen Moments ausging.

## Verfilmung
2002 strahlte der US-Fernsehsender CBS eine Verfilmung aus. Anita Shreve fungierte als Co-Produzentin bei der von Robert Markowitz geleiteten Produktion. Das Drehbuch hatte sie zusammen mit Christine Berardo geschrieben. Christine Lahti spielte Kathryn Lyons, Campbell Scott Robert Hart, Alison Pill Mattie Lyons, Kirsty Mitchell Muire Boland und John Heard verkörperte in den Rückblenden Jack Lyons.

## Ausgaben
Wenn nicht anders angegeben jeweils: Die Frau des Piloten. Roman. Aus dem amerikanischen Englisch von Christine Frick-Gerke.
- Piper, München / Zürich 1998, ISBN 3-492-04068-3.
- Büchergilde Gutenberg, Frankfurt am Main / Wien 1999, ISBN 3-7632-4840-4.
- Serie Piper 3049. Piper, München / Zürich 2000, ISBN 3-492-23049-0.
- RM-Buch-und-Medien-Vertrieb [u. a.], Rheda-Wiedenbrück / Gütersloh 2001.
- Serie Piper 3387 (Taschenbuchsonderausgabe mit neuem Cover). Piper, München / Zürich 2001, ISBN 3-492-23387-2.
- Die Frau des Piloten / Verschlossenes Paradies. Zwei Romane in einem Band (= Serie Piper; 3734). Aus dem amerikanischen Englisch von Christine Frick-Gerke und Heinz Nagel. München / Zürich 2002, ISBN 3-492-23734-7.
- Piper 6092 (nochmals verändertes Cover). Piper, München / Zürich 2004, ISBN 3-492-26092-6.
- Serie Piper 4555 („GeschenkEdition“ mit abermals verändertem Cover). Piper, München / Zürich 2005, ISBN 3-492-24555-2.
- Piper 5902 (weiteres neues Cover). Piper, München / Zürich 2010, ISBN 978-3-492-25902-6.
- Piper 30140 (Großdruck mit zuletzt verwendetem Cover). Piper, München / Zürich 2013, ISBN 978-3-492-30140-4.
- Piper ebooks. Piper, München 2013, ISBN 978-3-492-95927-8.
- Anita Shreve Collection. Das erste Jahr ihrer Ehe / Die Frau des Piloten / Die Nacht am Strand (= Piper ebooks). Piper, München 2015, ISBN 978-3-492-96893-5.
- („Ungekürzte Taschenbuchausgabe“. Bis auf den Verlagsschriftzug Cover wie Ausgabe 2010.) Piper, München 2019, ISBN 978-3-492-31554-8.